# Amenofis III
Neb-Maat-Ra Amen-Hotep, Amenhotep III, o Amenofis III, fue el noveno Faraón de la dinastía XVIII de Egipto desde el 1387 a. C. hasta el 1348 a. C.

## Biografía
Es muy probable que naciera en Tebas. Sucedió a su padre, Thutmosis IV. Parece ser que Amenhotep III fue coronado siendo todavía un niño, probablemente a la edad de once, o doce años.Durante el comienzo de su reinado, dada su corta edad, su madre, la reina Mutemuia ejerció la regencia, probablemente asistida por un Consejo de Regencia.Al comienzo del reinado se casó con Tiy, hija de los nobles Yuya y Tuya, quienes posiblemente podrían haber sido sus tíos maternos. 

### Un largo reinado
Amenhotep murió el año 39.º de su reinado y fue enterrado en la tumba WV22 del Valle de los Reyes. Su momia (CG 61074) (en pésimo estado de conservación), se encontró dentro de la tumba de su abuelo Amenhotep II ya que los sacerdotes de la Dinastía XXI la trasladaron allí para protegerla de saqueos y actos de vandalismo. En septiembre de 2010, National Geographic publicó que la identidad de esta y otras momias fue posible gracias a un análisis de ADN practicado a la momia de Tutankamón. Gracias a ello, se identificó además a la Reina Tiy, al faraón Akhenatón, a la madre de Tutankamón y a la esposa de este. La momia de Tiy se corroboró también con los restos de Yuya y Tuya. Siempre se ha hablado de la posibilidad de una corregencia entre Amenhotep III y Amenhotep IV, y se han dado plazos de unos dos, nueve o incluso doce años. Gracias al hallazgo de las titulaturas reales conjuntas de Amenhotep III y Amenhotep IV existentes en cuatro columnas de la tumba n.º -28- del Visir Amenhotep Huy, en Asasif (Luxor occidental), descubiertas en el año 2013 por la Misión Arqueológica del Instituto de Estudios del Antiguo Egipto, dirigida por el Dr. Francisco J. Martín Valentín y Teresa Bedman, hoy se puede afirmar con todo rigor que ambos monarcas reinaron juntos durante dos años, y coexistieron, uno, (Amenhotep III Neb-Maat-Ra) como el dios Aton viviente sobre la tierra, y el otro, (Amenhotep IV/Akenatón) como Rey y primer Profeta del anterior, durante, al menos, otros nueve años.

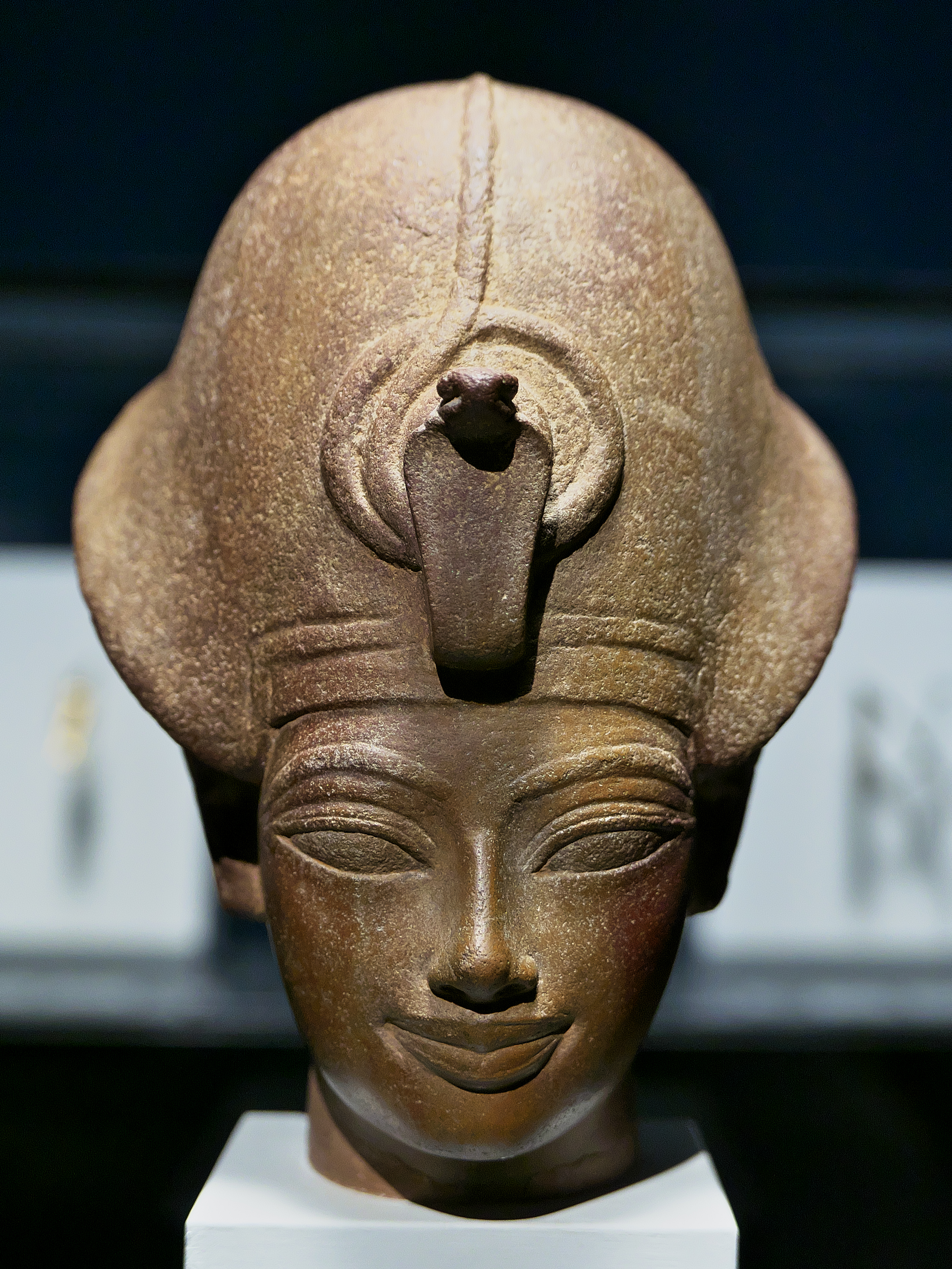
Cabeza de Amenhotep III utilizando el tocado jepresh, conocido también como la corona azul o de guerra (Museo Británico).

### Política exterior
Cuando Amenhotep III subió al trono, Egipto ejercía un vasto dominio territorial, fruto de la política internacional de los faraones que le precedieron en el trono que iba, por el Norte, desde el Mediterráneo, hasta el Éufrates, (con el Líbano y el Jordán al Noreste, y la península del Sinaí, en el Este). mientras que por el Sur, los territorios bajo control egipcio comprendían Nubia y una parte del Sudán actual, entre la cuarta y la quinta cataratas del río Nilo. Egipto era, indiscutiblemente, la gran potencia de la zona. La paz favorecía el comercio, fuente adicional de riqueza.
Uno de los aspectos más interesantes de la historia del periodo concerniente a los reinados de Amenhotep III y de Amenhotep IV/Akenatón, es sin duda, el que se refiere a la situación del mundo exterior a Egipto, que permite analizar las relaciones del faraón como señor del país del Nilo con los reyes y con los príncipes que ejercían el dominio territorial en los países limítrofes con Egipto así como en las áreas de influencia egipcia, en cinco zonas geográficas netamente diferenciadas:

A) El corredor sirio-palestino ,
B) La península de Anatolia,
C) El área de Mesopotamia,
D) La Baja y la Alta Nubia y,
E) El Mediterráneo Oriental, Grecia, y las Islas del Egeo
El conocimiento de la situación en los países vecinos de Egipto nos es conocida, en cuanto a las tres primeras zonas, por una serie de trescientas cuarenta y cuatro cartas de la correspondencia del faraón con los otros grandes poderes de aquéllas áreas geográficas (44 tablillas) y con los reyes vasallos de Egipto en Canaán, y en el norte de Siria (otras 300 tablillas), descubiertas en la ‘Oficina de la correspondencia del Faraón’ en Amarna.
- Levante era la zona de más importante influencia egipcia, y se mantenían alianzas con Mitani y Babilonia.
- En una estela se informa de la campaña contra Ibehet en Kush el año quinto de su reinado. Afirmó la soberanía de Egipto levantando numerosos templos en todo el territorio nubio.

### Política interior
El primer tercio del reinado se caracterizó por la estabilidad de Egipto en su sistema de gobierno interior. La reapertura de canteras en El Bersha y en Tura, durante los años 1-2 del reinado, inauguró un tiempo de grandes obras.
Desde el año 1 al año 11 del reinado se emitieron cinco series de escarabeos conmemorativos de diferentes acontecimientos que el rey consideró importantes:
1.      Escarabeo del matrimonio con Tiy.  (¿Año 1?)
2.      Escarabeo de la Caza de toros salvajes. (Año 2)
3.      Escarabeo de la Caza de los leones. (Año 10)
4.      Escarabeo de la llegada de la hija del rey de Mitanni, Giluepa. (Año 10)
5.      Escarabeo de la inauguración del Lago para la Gran Esposa Real Tiy. (Año 11)
Se apoyó en dos consejeros: el visir del Alto Egipto, Amenhotep Huy, y el arquitecto Amenhotep, hijo de Hapu, junto con la poderosa influencia de la primera Gran Esposa Real, Tiy. El problema interno lo creaban los sacerdotes de Amón, que debido a las donaciones de Thutmose III se habían vuelto tan poderosos que amenazaban al propio faraón [cita requerida]. Tutmosis IV había intentado frenar al clero potenciando el culto al disco solar, Atón, que figura en su tumba. Amenhotep III continuó con esta huida diplomática, se alejó de Tebas construyendo un palacio en Malkata, en la ribera occidental y otro en El Fayum. Muertos sus consejeros y al subir como corregente su hijo, este empezó la verdadera guerra política contra los amonianos, apoyado por la reina Tiy.

## Descendencia

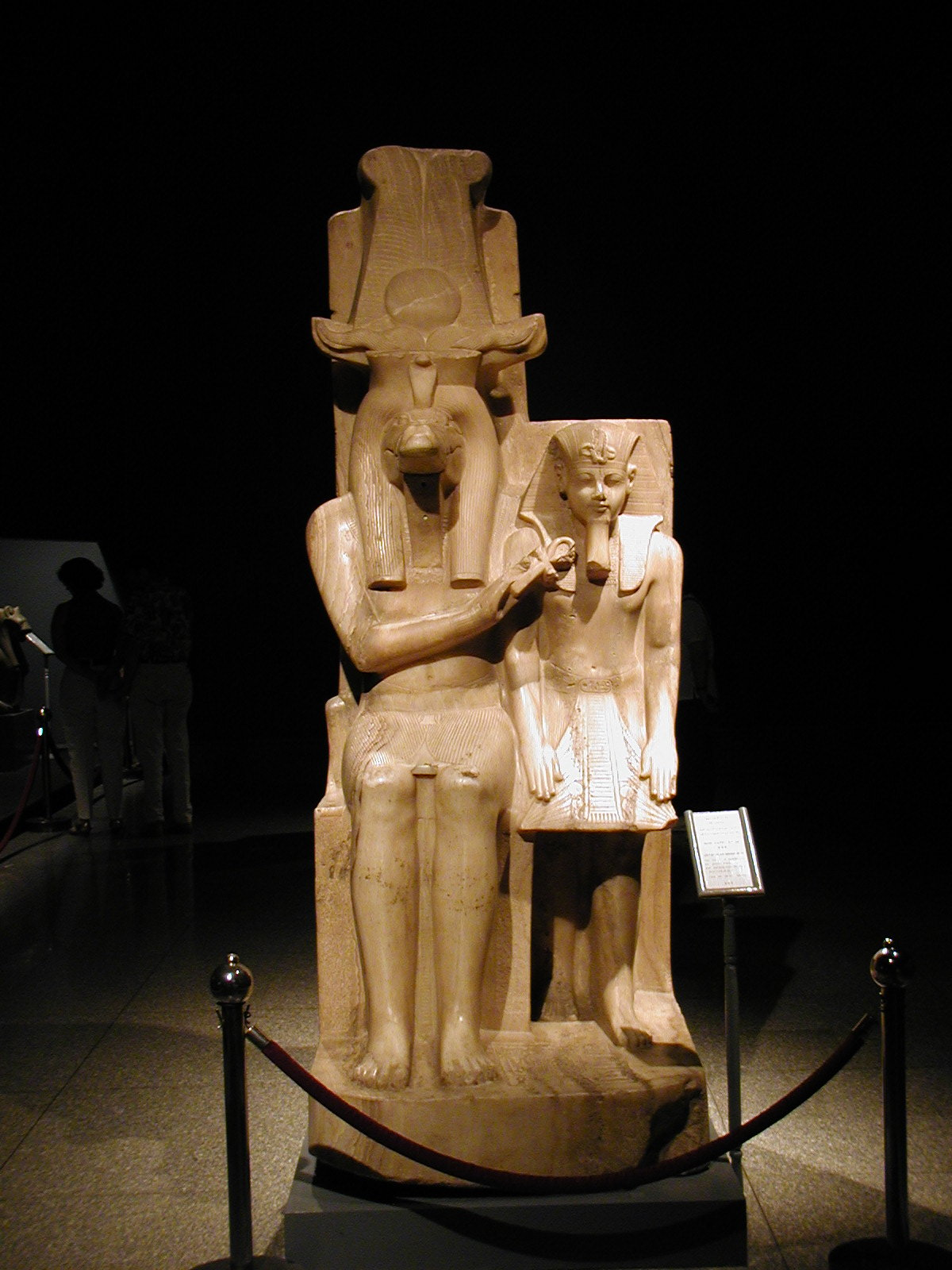
Estatua de Amenhotep III junto al dios Sobek, procedente del templo de Sobek (Dahamshaen), exhibida en el Museo de Luxor.

De la infinidad de mujeres que tuvo el faraón, solo tres ascendieron al rango de esposa real: su posible prima Tiy, una mujer con gran energía y una auténtica gobernante en la sombra; la princesa real Giluhepa de Mitani, que fue el símbolo de la alianza entre ambos países; y la primogénita de Amenhotep III y Tiy, la dama Satamón, a la que desposó durante su Jubileo del año 30 de su reinado. Este caso es puntual, pero no es el único en la historia de Egipto. El viejo faraón se casaría con otras dos hijas suyas, a las que no ascendió al rango de gran esposa real. Otra esposa bien conocida, y que tampoco fue gran esposa real, sería otra princesa mitania, Taduhepa, sobrina de Giluhepa y antaño identificada por algunos como la propia Nefertiti (a pesar de ser hija de Ay y hermana de Mutnedymet).
- Hijos nacidos de Tiy.
  - Satamon. La primogénita, que más tarde se casaría con su propio padre a finales del año 30.º con motivo de su jubileo.
  - Akenatón. Llamado originalmente Amenhotep, acabaría por sucederle en el trono y romper totalmente con todos sus antecesores, rechazando a Amón y estableciendo un culto casi monoteísta al disco solar, Atón.
  - Henuttaneb e Iset. Otras princesas, que también se casarían con su padre en el segundo y tercero jubileo, respectivamente, con el rango de esposas secundarias.
  - Nebetta y Baketatón. Quizás planease casarse con ellas en siguientes jubileos; sea como fuere, sus huellas desaparecen, y lo único que sabemos es que Baketatón permaneció en Tebas con Tiy hasta su muerte.

- Hijos nacidos de Giluhepa.
  - ¿Thutmose? El hijo varón mayor del rey no era hijo de Tiy, pues de haber sido así no habría tomado el nombre de Thutmose. Aun así, no se sabe con exactitud que hubiese nacido de la primera princesa mitania.

- Hijo nacido de la Gran Esposa Real e Hija Real Satamon, (cuya momia ha sido identificada como la 'KV35YL').[17]
  - Tutankatón. Los últimos estudios e investigaciones apuntan con gran verosimilitud al hecho de que Tutankamón tiene el ADN mitocondrial de la momia 'KV35YL' y, esta, a su vez, tiene el ADN mitocondrial de la momia 'KV35EL', identificada como la de la Gran Esposa Real Tiy. Por tanto, Tiy fue la abuela de Tutankamón y Satamón, su madre, habiendo esta última desposado a su padre Amenhotep III, con motivo del Primer Jubileo del Rey, durante el año 30 de su reinado. De hecho, el nombre de Tutankatón significa 'La imagen viviente de Atón', refiriéndose, obviamente, a su padre, el Aton Viviente Neb-Maat-Ra.[18]

## Proceso de divinización
La divinización de Amenhotep III ha sido estudiada por Susanne Bickel desde una perspectiva tradicional. Sus conclusiones han sido publicadas en un excelente artículo.Podemos decir que, desde una posición de ‘Culto de Estado’ resulta claro cómo Amenhotep III se asimiló a numerosas divinidades egipcias. Pero resulta evidente que, dadas las circunstancias de conflicto que experimentó Egipto durante el periodo de la revolución atoniana, debemos considerar que, de hecho, convivieron de algún modo dos maneras de considerar la divinidad de Amenhotep III. Una, la de Estado, que fue ejercida básicamente hasta el año 30 del faraón, periodo al que deben pertenecer la mayor parte de las estatuas, relieves y referencias escritas relacionadas con el faraón, que le asimilan a una u otra divinidad más o menos en boga en dicho periodo. Otra, la que surgió después de la celebración del Primer Jubileo Real, a partir del año 30 del reinado. La primera, siguió siendo mantenida durante algún tiempo después de la ruptura de Amenhotep III con el clero de Amón, tras su transformación como el 'Atón Viviente'; la segunda, siguió su propio camino desde el año 30, al término del Primer Heb-Sed del Rey, momento que se debería reconocer como el del comienzo de la revolución atoniana.

## Genética

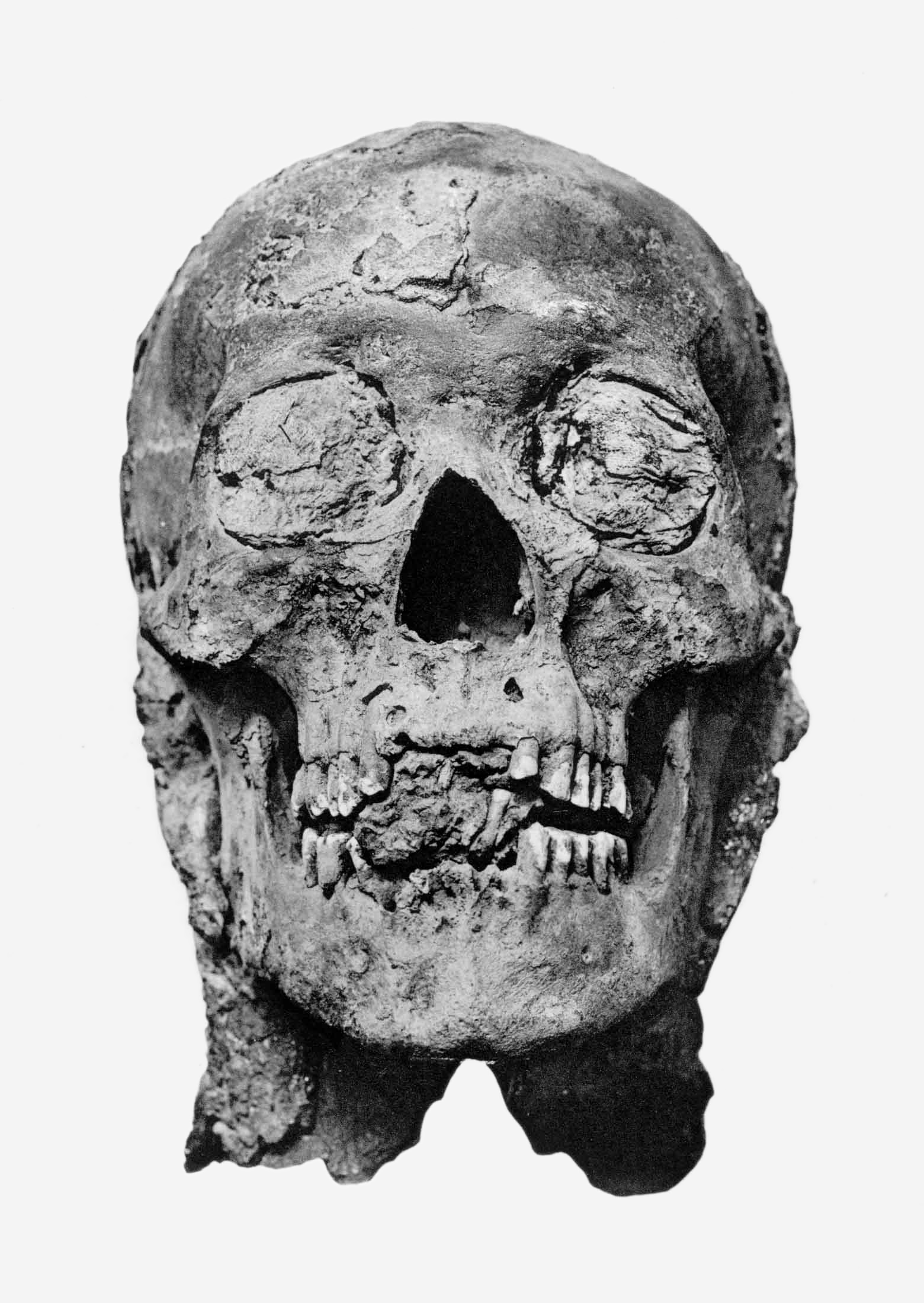
Cabeza de la momia de Amenofis III.

El análisis paleogenético de su momia arrojó que su linaje paterno (ADN-Y) es el caucasoide-europeoide R1b-M343, y el linaje materno el también caucasoide estepario H2b.

## Construcciones más importantes

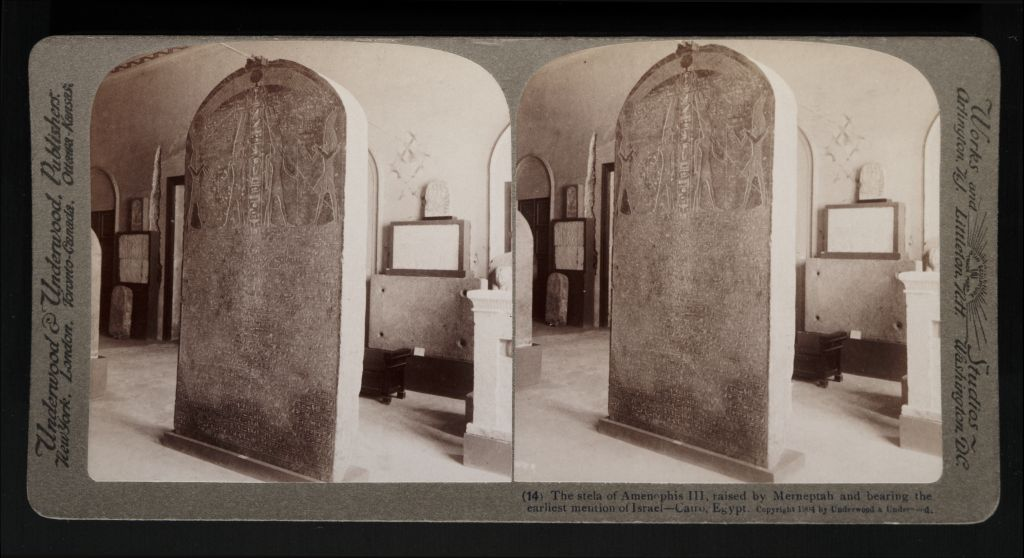
Anverso de la Estela de Amenhotep III procedente del templo funerario de Amenofis III. El reverso de esta gran placa de granito fue reutilizado por el faraón Merenptah II (1213 - 1203 a. C.) en la que labró su estela funeraria. Museo de El Cairo.

El período de su reinado coincidió con una época de paz, prosperidad y esplendor artístico. Realizó numerosas construcciones en el templo de Amón en Karnak, incluyendo al menos un pilono, una columnata a continuación de la nueva entrada y un templo dedicado a la diosa Maat.

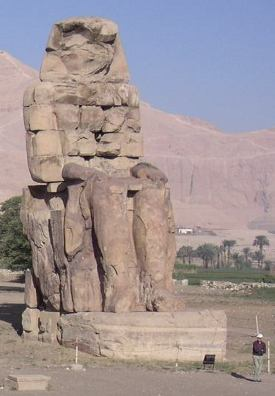
Coloso de Memnón.

También supervisó la construcción de un nuevo templo en Tebas, una monumental y bellísima edificación que aun puede admirarse. Se cree que en el undécimo año de su reinado empezó un gigantesco palacio en el lugar conocido hoy en día como Malkata, en la ribera occidental, como regalo a su esposa Tiy. Una cabeza de granito de Amenofis III de 2,5 metros de altura fue hallada en su Templo mortuorio de Amenhotep III en la zona de Kom el Hitan en el actual Luxor.

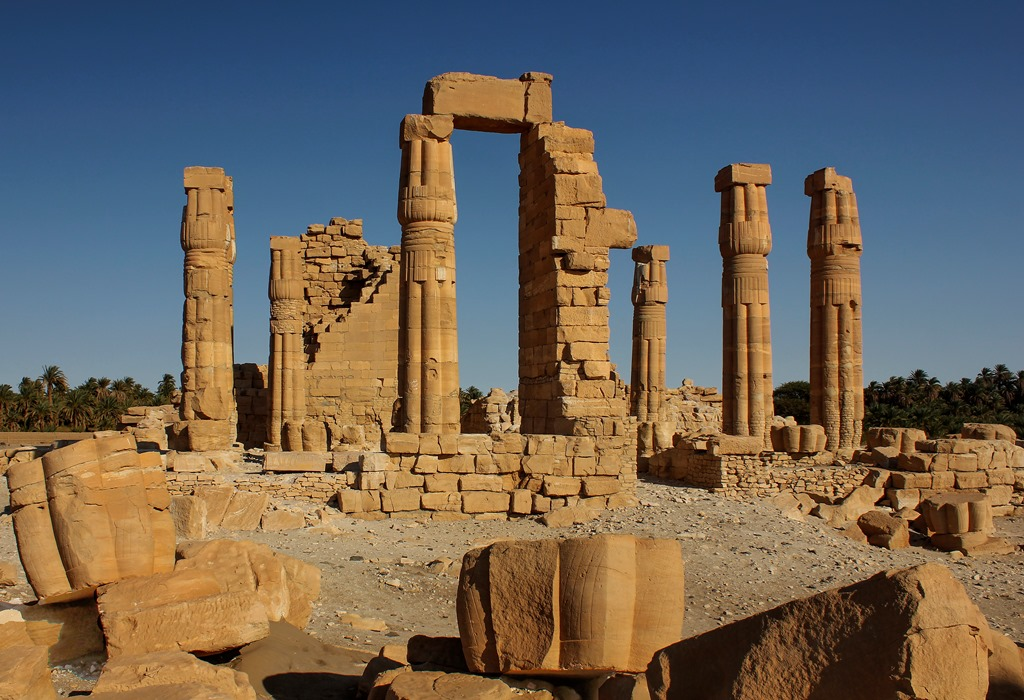
El templo de Soleb, construido en la región de Nubia, actual Sudán.

Su templo mortuorio, situado en la orilla occidental del río Nilo, fue en su tiempo el mayor complejo religioso de Tebas. Desgraciadamente lo construyó en una zona que sufre continuas inundaciones; por eso, doscientos años más tarde, el templo ya estaba en ruinas. Los Colosos de Memnón, dos estatuas de 18 metros de altura, que estaban situadas a la entrada del complejo, son el único resto que aún sigue en pie de aquel fabuloso complejo, aunque en la actualidad está siendo reconstruido y ya podemos contemplar los dos colosos sedentes del segundo pilono, así como otros cuatro de pie.
Y no solo se contentó con adornar Tebas, sino que hizo ampliaciones en los grandes templos de otras ciudades sagradas como Menfis, Heliópolis e incluso llegó a construir templos en Nubia, como el de Soleb, cosa hasta entonces rara y que después repetiría en varias ocasiones Ramsés II, el único rey que superaría a Amenhotep III en actividad constructora.
La gran actividad constructora de su reinado, sin parangón en la historia egipcia hasta entonces, fue también gracias a la incesante labor del hombre fuerte de su reinado, Amenhotep, hijo de Hapu, un anciano devoto de Amón que fue la gran presencia hasta aproximadamente el año 30. Fue tal la valía de este hombre que llegó a ser recompensado con un pequeño templo funerario cercano al de Amenhotep III: un privilegio solo digno de los reyes.

## Estatuaria

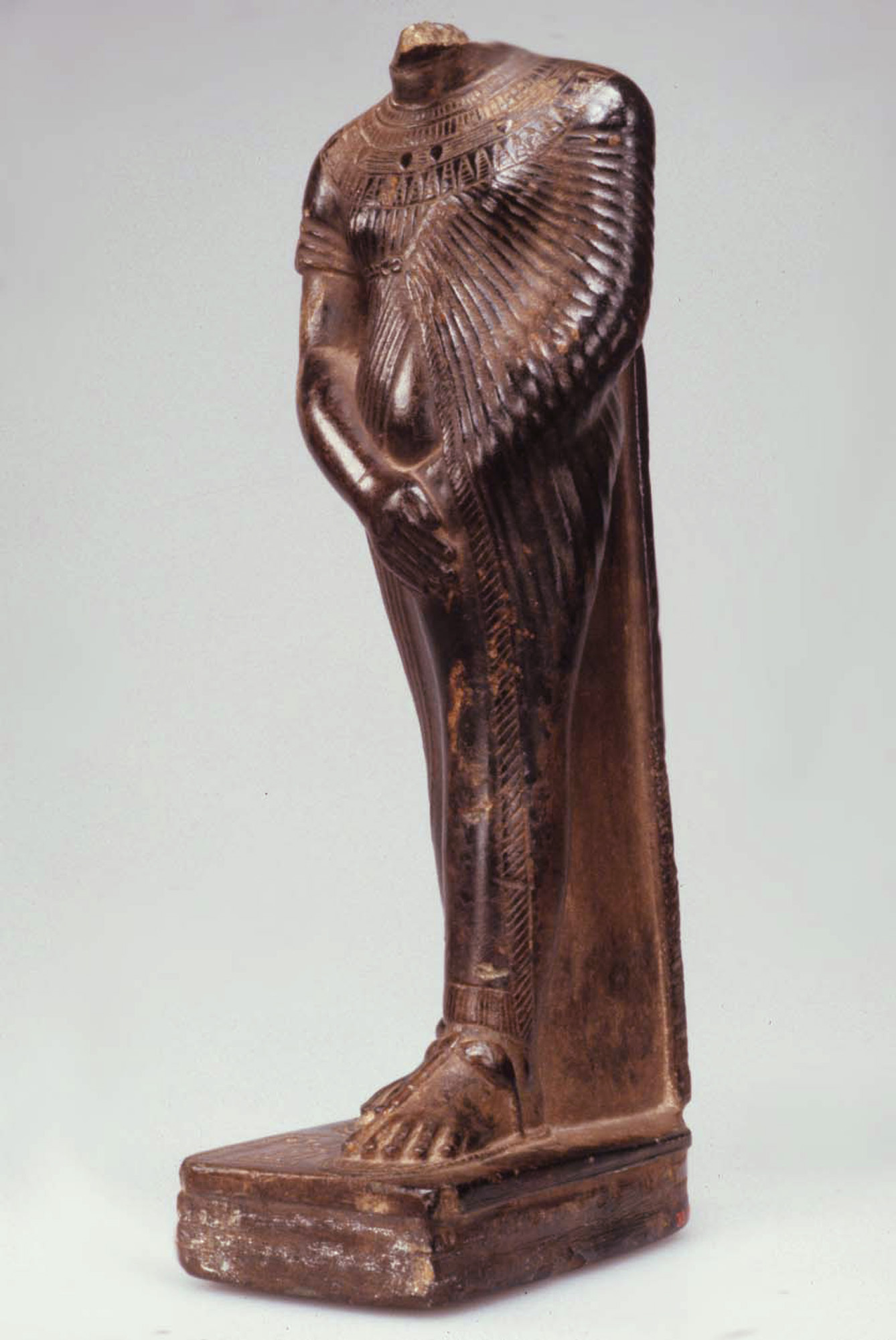
Estatua realista de Amenhotep III.

El realismo de la representación del faraón es un elemento de gran novedad, como se observa en la estatua de Amenhotep III en serpentinita que lo representa como un hombre con sobrepeso. Se asistirá a un cambio radical en la representación artística con su sucesor, que podría reflejar la concepción de Akenatón del dios Atón como un todo, que aunaría lo femenino y lo masculino, debido a ser generador de vida o bien sencillamente el propio faraón decidió representarse a sí mismo y a su familia de este modo. Una estela de Amarna muestra a Amenhotep III y a la reina Tiyi, recibiendo ofrendas alimenticias en un banquete bajos los rayos de Atón.

## Cronología
- 1387 a. C.: Ascenso al trono, posiblemente con poco más de diez años de edad.
- 1383 a. C.: Expedición victoriosa al Reino de Kush (Nubia).
- 1360 a. C.: Su hijo Amenhotep IV (Akenatón) es asociado al trono como corregente.
- 1358 a. C.: Celebración del Primer Jubileo del Rey (año 30)
- 1357 a. C.: Muere Amenhotep, hijo de Hapu, diseñador del templo de Amón en Tebas.
- 1354 a. C.: Celebración del Segundo Jubileo del Rey (año 34)
- 1351 a. C.: Celebración del Tercer Jubileo del Rey (año 37)
- 1348 a. C.: Fallece en Malkata

## Titulatura
| Titulatura | Jeroglífico | Transliteración (transcripción) - traducción - (referencias) |

| G5 |

| G5 |

| E2 · D40 | N28 | m | C10 |

| E2 · D40 | N28 | m | C10 |

| E2 · D40 | N28 | m | C10 |

| E2 · D40 | N28 | m | C10 |

| G5 |

| G5 |

| E2 · D40 | N28 | m | C10 |

| E2 · D40 | N28 | m | C10 |

| E2 · D40 | N28 | m | C10 |

| E2 · D40 | N28 | m | C10 |

| G16 |

| G16 |

| s | mn · n · Y1 | O4 · p | G43 | Y1 · Z2 | s | W11 · r | V28 | D36 · N17 · N17 |

| s | mn · n · Y1 | O4 · p | G43 | Y1 · Z2 | s | W11 · r | V28 | D36 · N17 · N17 |

| G16 |

| G16 |

| s | mn · n · Y1 | O4 · p | G43 | Y1 · Z2 | s | W11 · r | V28 | D36 · N17 · N17 |

| s | mn · n · Y1 | O4 · p | G43 | Y1 · Z2 | s | W11 · r | V28 | D36 · N17 · N17 |

| G8 |

| G8 |

| O29 · D36 · F23 | V28 | A24 | S22 | t · t | G21 · Z3 |

| O29 · D36 · F23 | V28 | A24 | S22 | t · t | G21 · Z3 |

| G8 |

| G8 |

| O29 · D36 · F23 | V28 | A24 | S22 | t · t | G21 · Z3 |

| O29 · D36 · F23 | V28 | A24 | S22 | t · t | G21 · Z3 |

| N5 | C10 | nb |

| N5 | C10 | nb |

| N5 | C10 | nb |

| N5 | C10 | nb |

| N5 | C10 | nb |

| N5 | C10 | nb |

| N5 | C10 | nb |

| N5 | C10 | nb |

| N5 | C10 | nb |

| N5 | C10 | nb |

| N5 | C10 | nb |

| N5 | C10 | nb |

| N5 | C10 | nb |

| N5 | C10 | nb |

| N5 | C10 | nb |

| N5 | C10 | nb |

| i | mn · n | R4 | S38 | R19 |

| i | mn · n | R4 | S38 | R19 |

| i | mn · n | R4 | S38 | R19 |

| i | mn · n | R4 | S38 | R19 |

| i | mn · n | R4 | S38 | R19 |

| i | mn · n | R4 | S38 | R19 |

| i | mn · n | R4 | S38 | R19 |

| i | mn · n | R4 | S38 | R19 |

| i | mn · n | R4 | S38 | R19 |

| i | mn · n | R4 | S38 | R19 |

| i | mn · n | R4 | S38 | R19 |

| i | mn · n | R4 | S38 | R19 |

| i | mn · n | R4 | S38 | R19 |

| i | mn · n | R4 | S38 | R19 |

| i | mn · n | R4 | S38 | R19 |

| i | mn · n | R4 | S38 | R19 |